# George Hamilton Pearce
George Hamilton Pearce SM (* 9. Januar 1921 in Boston, Massachusetts; † 30. August 2015) war ein römisch-katholischer Geistlicher und Erzbischof von Suva.

## Leben
Für seine Bildung besuchte er die St. Columbkille’s Elementary School in Brighton, das Maryvale Preparatory Seminary in Bedford und das College und Seminar der Maristenpatres in Framingham. Er trat der Ordensgemeinschaft der Maristenpatres bei und Richard James Cushing, Erzbischof von Boston, weihte ihn am 3. Februar 1947 zum Priester.
Papst Pius XII. ernannte ihn am 29. Februar 1956 zum Apostolischen Vikar der Schifferinseln und Titularbischof von Attalea in Pamphylia. Der Erzbischof von Boston, Richard James Cushing, spendete ihm am 29. Juni desselben Jahres die Bischofsweihe; Mitkonsekratoren waren die Bostoner Weihbischöfe Eric Francis MacKenzie und Jeremiah Francis Minihan. Mit der Erhebung des Apostolischen Vikariates am 21. Juni 1966 wurde er erster Bischof von Apia.
Papst Paul VI. ernannte ihn am 22. Juni 1967 zum Erzbischof von Suva. Seit seinem Rücktritt als Erzbischof am 10. April 1976 lebte er in Providence, wo er eine marianische Gebetsgruppe in der Kathedrale St. Peter und Paul führte. Im Jahr 2002 besuchte er mit einer Gruppe amerikanischer Pilger Međugorje.